# Mahavishnu (album)
Mahavishnu è il settimo album della Mahavishnu Orchestra, pubblicato nel 1984.

## Tracce
1. Radio-Activity – 6:58
2. Nostalgia – 6:00
3. Nightriders – 3:50
4. East Side West Side – 4:55
5. Clarendon Hills – 6:15
6. Jazz – 1:45
7. The Unbeliever – 2:52
8. Pacific Express – 6:35
9. When Blue Turns Gold – 3:25